# Rimóc-Sipeki-patak
A Rimóc-Sipeki-patak a Cserhátban ered, Nógrádsipek településtől délkeletre, Nógrád vármegyében, mintegy 380 méteres tengerszint feletti magasságban. A patak forrásától kezdve északnyugati, majd északkeleti irányban halad, majd Rimócnál éri el a Hollókői-patakot.

## Mellékvízei
- Csina-patak

## Part menti települések
- Nógrádsipek
- Rimóc